# Sibbesse
Sibbesse est une municipalité allemande du land de Basse-Saxe et l'arrondissement de Hildesheim.

## Quartiers
- Möllensen

## Personnalités liées à la ville
- Heinrich Ernst Karl Jordan (1861-1959), entomologiste né à Almstedt.